# Olympisch kwalificatietoernooi schaatsen Nederland 2018 (kwalificatie)
Schaatsers konden zich via het WK afstanden van 2017, het KPN NK Afstanden 2018, de Holland Cup 2017 in Alkmaar, op basis van tijd of middels een aanwijsplek kwalificeren voor het Olympisch kwalificatietoernooi 2018.

## Kwalificatie eisen[1]
500, 1.000 en 1.500 meter dames/heren (maximaal 20 rijders), achtereenvolgens:
- Deelnemers en reserve van de ISU WK afstanden seizoen 2016-2017;
- De beste 12 nog niet geplaatste rijders van het KPN NK Afstanden in Heerenveen, 27-29 oktober 2017;
- De beste nog niet geplaatste rijder van Holland Cup in Alkmaar, 2-3 december 2017;
- De beste nog niet geplaatste rijder op grond van VANTAGE (Europese tijden, d.d. 11 december 2017);
- De SCL kan rijder(s) toevoegen om te komen tot het maximale aantal deelnemers van 20.

3.000 meter dames en 5.000 meter heren (maximaal 16 rijders), achtereenvolgens:
- Deelnemers en reserve van de ISU WK afstanden seizoen 2016-2017;
- De beste 8 nog niet geplaatste rijders van het KPN NK Afstanden in Heerenveen, 27-29 oktober 2017;
- De beste nog niet geplaatste rijder van Holland Cup in Alkmaar, 2-3 december 2017;
- De beste nog niet geplaatste rijder op grond van VANTAGE (Europese tijden, d.d. 11 december 2017);
- De SCL kan rijder(s) toevoegen om te komen tot het maximale aantal deelnemers van 16.

5.000 meter dames en 10.000 meter heren (maximaal 12 rijders), achtereenvolgens:
- Deelnemers en reserve ISU WK afstanden seizoen 2016-2017;
- De beste 6 nog niet geplaatste rijders van het KPN NK Afstanden in Heerenveen, 27-29 oktober 2017;
- De beste nog niet geplaatste rijder op grond van VANTAGE (Europese tijden, d.d. 11 december 2017);
- De SCL kan rijder(s) toevoegen om te komen tot het maximale aantal deelnemers van 12.

## Deelnemers mannen
De volgende mannen hebben zich gekwalificeerd voor het Olympisch kwalificatietoernooi 2018:

### 500 meter
| Nr. | Schaatser             | Selectienorm                                                                                      |
| --- | --------------------- | ------------------------------------------------------------------------------------------------- |
| 1.  | Dai Dai Ntab          | Deelnemers en reserve ISU WK afstanden seizoen 2016-2017                                          |
| 2.  | Ronald Mulder         | Deelnemers en reserve ISU WK afstanden seizoen 2016-2017                                          |
| 3.  | Jan Smeekens          | Deelnemers en reserve ISU WK afstanden seizoen 2016-2017                                          |
| 4.  | Kjeld Nuis            | Deelnemers en reserve ISU WK afstanden seizoen 2016-2017                                          |
| 5.  | Kai Verbij            | De beste 12 nog niet geplaatste rijders van het KPN NK Afstanden 2018                             |
| 6.  | Hein Otterspeer       | De beste 12 nog niet geplaatste rijders van het KPN NK Afstanden 2018                             |
| 7.  | Aron Romeijn          | De beste 12 nog niet geplaatste rijders van het KPN NK Afstanden 2018                             |
| 8.  | Jesper Hospes         | De beste 12 nog niet geplaatste rijders van het KPN NK Afstanden 2018                             |
| 9.  | Michel Mulder         | De beste 12 nog niet geplaatste rijders van het KPN NK Afstanden 2018                             |
| 10. | Gerben Jorritsma      | De beste 12 nog niet geplaatste rijders van het KPN NK Afstanden 2018                             |
| 11. | Sjoerd de Vries       | De beste 12 nog niet geplaatste rijders van het KPN NK Afstanden 2018                             |
| 12. | Niek Deelstra         | De beste 12 nog niet geplaatste rijders van het KPN NK Afstanden 2018                             |
| 13. | Martijn van Oosten    | De beste 12 nog niet geplaatste rijders van het KPN NK Afstanden 2018                             |
| 14. | Gijs Esders           | De beste 12 nog niet geplaatste rijders van het KPN NK Afstanden 2018                             |
| 15. | Pim Schipper          | De beste 12 nog niet geplaatste rijders van het KPN NK Afstanden 2018                             |
| 16. | Joost Born            | De beste 12 nog niet geplaatste rijders van het KPN NK Afstanden 2018                             |
| 17. | Lennert Velema        | De beste nog niet geplaatste rijder van Holland Cup in Alkmaar 2017                               |
| NS  | Lucas van Alphen      | De beste nog niet geplaatste rijder op grond van VANTAGE (Europese tijden, d.d. 11 december 2017) |
| 18. | Thijs Govers          | De SCL kan rijder(s) toevoegen om te komen tot het maximale aantal deelnemers van 20              |
| NS  | Thomas Krol           | De SCL kan rijder(s) toevoegen om te komen tot het maximale aantal deelnemers van 20              |
| 19. | Joost van Dobbenburgh | Reserveplaats (aangewezen door SCL)                                                               |

Lotingsgroepen
| Rit 1                 | Rit 2 t/m 4                                                                                          | Rit 5 t/m 7                                                                         | Rit 8 t/m 10                                                                    |
| --------------------- | --- | ----------------------------------------------------------------------------------- | ------------------------------------------------------------------------------- |
| Joost van Dobbenburgh | Niek Deelstra Lucas van Alphen Martijn van Oosten Gijs Esders Lennart Velema Joost Born Thijs Govers | Gerben Jorritsma Aron Romeijn Jesper Hospes Kjeld Nuis Pim Schipper Sjoerd de Vries | Ronald Mulder Hein Otterspeer Daidai Ntab Kai Verbij Jan Smeekens Michel Mulder |

De lotingsgroepen zijn bepaald op basis van de VANTAGE Europese tijden van 01-07-2017 t/m 17-12-2017.

### 1000 meter
| Nr. | Schaatser          | Selectienorm                                                                                      |
| --- | ------------------ | ------------------------------------------------------------------------------------------------- |
| 1.  | Kai Verbij         | Deelnemers en reserve ISU WK afstanden seizoen 2016-2017                                          |
| 2.  | Kjeld Nuis         | Deelnemers en reserve ISU WK afstanden seizoen 2016-2017                                          |
| 3.  | Ronald Mulder      | Deelnemers en reserve ISU WK afstanden seizoen 2016-2017                                          |
| 4.  | Koen Verweij       | Deelnemers en reserve ISU WK afstanden seizoen 2016-2017                                          |
| 5.  | Thomas Krol        | De beste 12 nog niet geplaatste rijders van het KPN NK Afstanden 2018                             |
| 6.  | Pim Schipper       | De beste 12 nog niet geplaatste rijders van het KPN NK Afstanden 2018                             |
| 7.  | Hein Otterspeer    | De beste 12 nog niet geplaatste rijders van het KPN NK Afstanden 2018                             |
| 8.  | Dai Dai Ntab       | De beste 12 nog niet geplaatste rijders van het KPN NK Afstanden 2018                             |
| 9.  | Lucas van Alphen   | De beste 12 nog niet geplaatste rijders van het KPN NK Afstanden 2018                             |
| 10. | Lennart Velema     | De beste 12 nog niet geplaatste rijders van het KPN NK Afstanden 2018                             |
| 11. | Michel Mulder      | De beste 12 nog niet geplaatste rijders van het KPN NK Afstanden 2018                             |
| 12. | Martijn van Oosten | De beste 12 nog niet geplaatste rijders van het KPN NK Afstanden 2018                             |
| 13. | Jan Smeekens       | De beste 12 nog niet geplaatste rijders van het KPN NK Afstanden 2018                             |
| 14. | Sjoerd de Vries    | De beste 12 nog niet geplaatste rijders van het KPN NK Afstanden 2018                             |
| 15. | Gerben Jorritsma   | De beste 12 nog niet geplaatste rijders van het KPN NK Afstanden 2018                             |
| 16. | Gijs Esders        | De beste 12 nog niet geplaatste rijders van het KPN NK Afstanden 2018                             |
| 17. | Wesly Dijs         | De beste nog niet geplaatste rijder van Holland Cup in Alkmaar 2017                               |
| 18. | Marcel Bosker      | De beste nog niet geplaatste rijder op grond van VANTAGE (Europese tijden, d.d. 11 december 2017) |
| 19. | Aron Romeijn       | De SCL kan rijder(s) toevoegen om te komen tot het maximale aantal deelnemers van 20              |
| 20. | Tom Kant           | De SCL kan rijder(s) toevoegen om te komen tot het maximale aantal deelnemers van 20              |
| R1. | Tijmen Snel        | Reserveplaats (aangewezen door SCL)                                                               |

Lotingsgroepen
| Rit 1               | Rit 2 t/m 4                                                                            | Rit 5 t/m 7                                                                           | Rit 8 t/m 10                                                                    |
| ------------------- | -------------------------------------------------------------------------------------- | ------------------------------------------------------------------------------------- | ------------------------------------------------------------------------------- |
| Tom Kant Wesly Dijs | Martijn van Oosten Jan Smeekens Sjoerd de Vries Marcel Bosker Gijs Esders Aron Romeijn | Pim Schipper Lennart Velema Dai Dai Ntab Michel Mulder Ronald Mulder Gerben Jorritsma | Kai Verbij Kjeld Nuis Hein Otterspeer Thomas Krol Koen Verweij Lucas van Alphen |

De lotingsgroepen zijn bepaald op basis van de VANTAGE Europese tijden van 01-07-2017 t/m 17-12-2017.

### 1500 meter
| Nr. | Schaatser          | Selectienorm                                                                                      |
| --- | ------------------ | ------------------------------------------------------------------------------------------------- |
| 1.  | Sven Kramer        | Deelnemers en reserve ISU WK afstanden seizoen 2016-2017                                          |
| 2.  | Kjeld Nuis         | Deelnemers en reserve ISU WK afstanden seizoen 2016-2017                                          |
| 3.  | Patrick Roest      | Deelnemers en reserve ISU WK afstanden seizoen 2016-2017                                          |
| 4.  | Koen Verweij       | Deelnemers en reserve ISU WK afstanden seizoen 2016-2017                                          |
| 5.  | Thomas Krol        | De beste 12 nog niet geplaatste rijders van het KPN NK Afstanden 2018                             |
| 6.  | Lucas van Alphen   | De beste 12 nog niet geplaatste rijders van het KPN NK Afstanden 2018                             |
| 7.  | Marcel Bosker      | De beste 12 nog niet geplaatste rijders van het KPN NK Afstanden 2018                             |
| 8.  | Jan Blokhuijsen    | De beste 12 nog niet geplaatste rijders van het KPN NK Afstanden 2018                             |
| 9.  | Chris Huizinga     | De beste 12 nog niet geplaatste rijders van het KPN NK Afstanden 2018                             |
| 10. | Jos de Vos         | De beste 12 nog niet geplaatste rijders van het KPN NK Afstanden 2018                             |
| 11. | Pim Schipper       | De beste 12 nog niet geplaatste rijders van het KPN NK Afstanden 2018                             |
| 12. | Lennart Velema     | De beste 12 nog niet geplaatste rijders van het KPN NK Afstanden 2018                             |
| 13. | Thomas Geerdinck   | De beste 12 nog niet geplaatste rijders van het KPN NK Afstanden 2018                             |
| 14. | Thijs Roozen       | De beste 12 nog niet geplaatste rijders van het KPN NK Afstanden 2018                             |
| 15. | Wesly Dijs         | De beste 12 nog niet geplaatste rijders van het KPN NK Afstanden 2018                             |
| 16. | Gijs Esders        | De beste 12 nog niet geplaatste rijders van het KPN NK Afstanden 2018                             |
| 17. | Tijmen Snel        | De beste nog niet geplaatste rijder van Holland Cup in Alkmaar 2017                               |
| 18. | Joep Kalverdijk    | De beste nog niet geplaatste rijder op grond van VANTAGE (Europese tijden, d.d. 11 december 2017) |
| 19. | Douwe de Vries     | De SCL kan rijder(s) toevoegen om te komen tot het maximale aantal deelnemers van 20              |
| 20. | Simon Schouten     | De SCL kan rijder(s) toevoegen om te komen tot het maximale aantal deelnemers van 20              |
| R1. | Martijn van Oosten | Reserveplaats (aangewezen door SCL)                                                               |

Lotingsgroepen
| Rit 1                    | Rit 2 t/m 4                                                                    | Rit 5 t/m 7                                                                              | Rit 8 t/m 10                                                                     |
| ------------------------ | ------------------------------------------------------------------------------ | ---------------------------------------------------------------------------------------- | -------------------------------------------------------------------------------- |
| Thijs Roozen Gijs Esders | Chris Huizinga Thomas Geerdinck Jos de Vos Pim Schipper Wesly Dijs Tijmen Snel | Marcel Bosker Lennart Velema Joep Kalverdijk Patrick Roest Douwe de Vries Simon Schouten | Koen Verweij Thomas Krol Sven Kramer Jan Blokhuijsen Kjeld Nuis Lucas van Alphen |

De lotingsgroepen zijn bepaald op basis van de VANTAGE Europese tijden van 01-07-2017 t/m 17-12-2017.

### 5000 meter
| Nr. | Schaatser         | Selectienorm                                                                                      |
| --- | ----------------- | ------------------------------------------------------------------------------------------------- |
| 1.  | Sven Kramer       | Deelnemers en reserve ISU WK afstanden seizoen 2016-2017                                          |
| 2.  | Jorrit Bergsma    | Deelnemers en reserve ISU WK afstanden seizoen 2016-2017                                          |
| 3.  | Douwe de Vries    | Deelnemers en reserve ISU WK afstanden seizoen 2016-2017                                          |
| 4.  | Jan Blokhuijsen   | Deelnemers en reserve ISU WK afstanden seizoen 2016-2017                                          |
| 5.  | Erik Jan Kooiman  | De beste 8 nog niet geplaatste rijders van het KPN NK Afstanden 2018                              |
| 6.  | Bob de Vries      | De beste 8 nog niet geplaatste rijders van het KPN NK Afstanden 2018                              |
| 7.  | Patrick Roest     | De beste 8 nog niet geplaatste rijders van het KPN NK Afstanden 2018                              |
| 8.  | Marcel Bosker     | De beste 8 nog niet geplaatste rijders van het KPN NK Afstanden 2018                              |
| 9.  | Simon Schouten    | De beste 8 nog niet geplaatste rijders van het KPN NK Afstanden 2018                              |
| 10. | Jos de Vos        | De beste 8 nog niet geplaatste rijders van het KPN NK Afstanden 2018                              |
| 11. | Arjan Stroetinga  | De beste 8 nog niet geplaatste rijders van het KPN NK Afstanden 2018                              |
| 12. | Frank Vreugdenhil | De beste 8 nog niet geplaatste rijders van het KPN NK Afstanden 2018                              |
| 13. | Marwin Talsma     | De beste nog niet geplaatste rijder van Holland Cup in Alkmaar 2017                               |
| 14. | Mats Stoltenborg  | De beste nog niet geplaatste rijder op grond van VANTAGE (Europese tijden, d.d. 11 december 2017) |
| 15. | Bart Mol          | De SCL kan rijder(s) toevoegen om te komen tot het maximale aantal deelnemers van 16              |
| 16. | Lex Dijkstra      | De SCL kan rijder(s) toevoegen om te komen tot het maximale aantal deelnemers van 16              |
| 17. | Chris Huizinga    | De SCL heeft een extra rit toegevoegd vanwege de selectiewedstrijd voor het ISU WK Allround 2018  |
| 18. | Koen Verweij      | De SCL heeft een extra rit toegevoegd vanwege de selectiewedstrijd voor het ISU WK Allround 2018  |
| R1. | Kars Jansman      | Reserveplaats (aangewezen door SCL)                                                               |

Lotingsgroepen
| Rit 1 t/m 3                                                                         | Rit 4 t/m 6                                                                           | Rit 7 t/m 9                                                                            |
| ----------------------------------------------------------------------------------- | ------------------------------------------------------------------------------------- | -------------------------------------------------------------------------------------- |
| Mats Stoltenborg Chris Huizinga Frank Vreugdehil Bart Mol Koen Verweij Lex Dijkstra | Patrick Roest Marwin Talsma Douwe de Vries Simon Schouten Arjan Stroetinga Jos de Vos | Sven Kramer Jan Blokhuijsen Erik Jan Kooiman Jorrit Bergsma Bob de Vries Marcel Bosker |

De lotingsgroepen zijn bepaald op basis van de VANTAGE Europese tijden van 01-07-2017 t/m 17-12-2017.

### 10.000 meter
| Nr. | Schaatser        | Selectienorm                                                                                      |
| --- | ---------------- | ------------------------------------------------------------------------------------------------- |
| 1.  | Sven Kramer      | Deelnemers en reserve ISU WK afstanden seizoen 2016-2017                                          |
| 2.  | Jorrit Bergsma   | Deelnemers en reserve ISU WK afstanden seizoen 2016-2017                                          |
| 3.  | Bob de Vries     | Deelnemers en reserve ISU WK afstanden seizoen 2016-2017                                          |
| 4.  | Erik-Jan Kooiman | De beste 6 nog niet geplaatste rijders van het KPN NK Afstanden 2018                              |
| 5.  | Jan Blokhuijsen  | De beste 6 nog niet geplaatste rijders van het KPN NK Afstanden 2018                              |
| 6.  | Jouke Hoogeveen  | De beste 6 nog niet geplaatste rijders van het KPN NK Afstanden 2018                              |
| 7.  | Simon Schouten   | De beste 6 nog niet geplaatste rijders van het KPN NK Afstanden 2018                              |
| 8.  | Douwe de Vries   | De beste 6 nog niet geplaatste rijders van het KPN NK Afstanden 2018                              |
| 9.  | Marcel Bosker    | De beste 6 nog niet geplaatste rijders van het KPN NK Afstanden 2018                              |
| 10. | Jos de Vos       | De beste nog niet geplaatste rijder op grond van VANTAGE (Europese tijden, d.d. 11 december 2017) |
| 11. | Mats Stoltenborg | De SCL kan rijder(s) toevoegen om te komen tot het maximale aantal deelnemers van 12              |
| NS  | Patrick Roest    | De SCL kan rijder(s) toevoegen om te komen tot het maximale aantal deelnemers van 12              |
| 12. | Marwin Talsma    | Reserveplaats (aangewezen door SCL)                                                               |

Lotingsgroepen
| Rit 1 en 2                                              | Rit 3 en 4                                                 | Rit 5 en 6                                                  |
| ------------------------------------------------------- | ---------------------------------------------------------- | ----------------------------------------------------------- |
| Marcel Bosker Jos de Vos Marwin Talsma Mats Stoltenborg | Jan Blokhuijsen Simon Schouten Bob de Vries Douwe de Vries | Sven Kramer Jorrit Bergsma Jouke Hoogeveen Erik Jan Kooiman |

De lotingsgroepen zijn bepaald op basis van de VANTAGE Europese tijden van 01-07-2017 t/m 17-12-2017.

## Deelnemers vrouwen
De volgende vrouwen hebben zich gekwalificeerd voor het Olympisch kwalificatietoernooi 2018:

### 500 meter
| Nr. | Schaatsster                   | Selectienorm                                                                                      |
| --- | ----------------------------- | ------------------------------------------------------------------------------------------------- |
| 1.  | Jorien ter Mors               | Deelnemers en reserve ISU WK afstanden seizoen 2016-2017                                          |
| 2.  | Floor van den Brandt          | Deelnemers en reserve ISU WK afstanden seizoen 2016-2017                                          |
| 3.  | Anice Das                     | Deelnemers en reserve ISU WK afstanden seizoen 2016-2017                                          |
| 4.  | Sanneke de Neeling            | Deelnemers en reserve ISU WK afstanden seizoen 2016-2017                                          |
| 5.  | Marrit Leenstra               | De beste 12 nog niet geplaatste rijdsters van het KPN NK Afstanden 2018                           |
| 6.  | Letitia de Jong               | De beste 12 nog niet geplaatste rijdsters van het KPN NK Afstanden 2018                           |
| 7.  | Janine Smit                   | De beste 12 nog niet geplaatste rijdsters van het KPN NK Afstanden 2018                           |
| 8.  | Femke Beuling                 | De beste 12 nog niet geplaatste rijdsters van het KPN NK Afstanden 2018                           |
| 9.  | Helga Drost                   | De beste 12 nog niet geplaatste rijdsters van het KPN NK Afstanden 2018                           |
| 10. | Mayon Kuipers                 | De beste 12 nog niet geplaatste rijdsters van het KPN NK Afstanden 2018                           |
| 11. | Jutta Leerdam                 | De beste 12 nog niet geplaatste rijdsters van het KPN NK Afstanden 2018                           |
| 12. | Sanne van der Schaar          | De beste 12 nog niet geplaatste rijdsters van het KPN NK Afstanden 2018                           |
| 13. | Naomi Weeland                 | De beste 12 nog niet geplaatste rijdsters van het KPN NK Afstanden 2018                           |
| 14. | Michelle de Jong              | De beste 12 nog niet geplaatste rijdsters van het KPN NK Afstanden 2018                           |
| NS  | Joy Beune                     | De beste 12 nog niet geplaatste rijdsters van het KPN NK Afstanden 2018                           |
| 15. | Lotte van Beek                | De beste 12 nog niet geplaatste rijdsters van het KPN NK Afstanden 2018                           |
| 16. | Dione Voskamp                 | De beste nog niet geplaatste rijdster van Holland Cup in Alkmaar 2017                             |
| 17. | Ireen Wüst Roxanne van Hemert | De beste nog niet geplaatste rijder op grond van VANTAGE (Europese tijden, d.d. 11 december 2017) |
| 18. | Isabelle van Elst             | De SCL kan rijdster(s) toevoegen om te komen tot het maximale aantal deelnemers van 20            |
| 19. | Manouk van Tol                | De SCL kan rijdster(s) toevoegen om te komen tot het maximale aantal deelnemers van 20            |
| 20. | Leeyen Harteveld              | Reserveplaats (aangewezen door SCL)                                                               |

Lotingsgroepen
| Rit 1                           | Rit 2 t/m 4                                                                                         | Rit 5 t/m 7                                                                            | Rit 8 t/m 10                                                                                   |
| ------------------------------- | --------------------------------------------------------------------------------------------------- | -------------------------------------------------------------------------------------- | ---------------------------------------------------------------------------------------------- |
| Leeyen Harteveld Manouk van Tol | Sanneke de Neeling Roxanne van Hemert Naomi Weeland Helga Drost Sanne van der Schaar Lotte van Beek | Anice Das Mayon Kuipers Femke Beuling Michelle de Jong Isabelle van Elst Dione Voskamp | Marrit Leenstra Jorien ter Mors Janine Smit Letitia de Jong Floor van den Brandt Jutta Leerdam |

De lotingsgroepen zijn bepaald op basis van de VANTAGE Europese tijden van 01-07-2017 t/m 17-12-2017.

### 1000 meter
| Nr. | Schaatsster          | Selectienorm                                                                                        |
| --- | -------------------- | --------------------------------------------------------------------------------------------------- |
| 1.  | Jorien ter Mors      | Deelnemers en reserve ISU WK afstanden seizoen 2016-2017                                            |
| 2.  | Marrit Leenstra      | Deelnemers en reserve ISU WK afstanden seizoen 2016-2017                                            |
| 3.  | Sanneke de Neeling   | Deelnemers en reserve ISU WK afstanden seizoen 2016-2017                                            |
| 4.  | Letitia de Jong      | Deelnemers en reserve ISU WK afstanden seizoen 2016-2017                                            |
| 5.  | Ireen Wüst           | De beste 12 nog niet geplaatste rijdsters van het KPN NK Afstanden 2018                             |
| 6.  | Lotte van Beek       | De beste 12 nog niet geplaatste rijdsters van het KPN NK Afstanden 2018                             |
| 7.  | Sanne van der Schaar | De beste 12 nog niet geplaatste rijdsters van het KPN NK Afstanden 2018                             |
| 8.  | Joy Beune            | De beste 12 nog niet geplaatste rijdsters van het KPN NK Afstanden 2018                             |
| 9.  | Suzanne Schulting    | De beste 12 nog niet geplaatste rijdsters van het KPN NK Afstanden 2018                             |
| 10. | Anice Das            | De beste 12 nog niet geplaatste rijdsters van het KPN NK Afstanden 2018                             |
| 11. | Jutta Leerdam        | De beste 12 nog niet geplaatste rijdsters van het KPN NK Afstanden 2018                             |
| 12. | Roxanne van Hemert   | De beste 12 nog niet geplaatste rijdsters van het KPN NK Afstanden 2018                             |
| 13. | Manouk van Tol       | De beste 12 nog niet geplaatste rijdsters van het KPN NK Afstanden 2018                             |
| NS  | Janine Smit          | De beste 12 nog niet geplaatste rijdsters van het KPN NK Afstanden 2018                             |
| 14. | Elisa Dul            | De beste 12 nog niet geplaatste rijdsters van het KPN NK Afstanden 2018                             |
| NS  | Floor van den Brandt | De beste 12 nog niet geplaatste rijdsters van het KPN NK Afstanden 2018                             |
| 15. | Esther Kiel          | De beste nog niet geplaatste rijdster van Holland Cup in Alkmaar 2017                               |
| 16. | Linda de Vries       | De beste nog niet geplaatste rijdster op grond van VANTAGE (Europese tijden, d.d. 11 december 2017) |
| 17. | Isabelle van Elst    | De SCL kan rijdster(s) toevoegen om te komen tot het maximale aantal deelnemers van 20              |
| 18. | Leeyen Harteveld     | De SCL kan rijdster(s) toevoegen om te komen tot het maximale aantal deelnemers van 20              |
| 19. | Tessa Boogaard       | Reserveplaats (aangewezen door SCL)                                                                 |

Lotingsgroepen
| Rit 1          | Rit 2 t/m 4                                                                                        | Rit 5 t/m 7                                                                                   | Rit 8 t/m 10                                                                               |
| -------------- | -------------------------------------------------------------------------------------------------- | --------------------------------------------------------------------------------------------- | ------------------------------------------------------------------------------------------ |
| Tessa Boogaard | Manouk van Tol Janine Smit Linda de Vries Elisa Dul Isabelle van Elst Esther Kiel Leeyen Harteveld | Anice Das Sanneke de Neeling Sanne van der Schaar Joy Beune Suzanne Schulting Letitia de Jong | Jorien ter Mors Marrit Leenstra Ireen Wüst Jutta Leerdam Lotte van Beek Roxanne van Hemert |

De lotingsgroepen zijn bepaald op basis van de VANTAGE Europese tijden van 01-07-2017 t/m 17-12-2017.

### 1500 meter
| Nr. | Schaatsster            | Selectienorm                                                                                        |
| --- | ---------------------- | --------------------------------------------------------------------------------------------------- |
| 1.  | Ireen Wüst             | Deelnemers en reserve ISU WK afstanden seizoen 2016-2017                                            |
| 2.  | Jorien ter Mors        | Deelnemers en reserve ISU WK afstanden seizoen 2016-2017                                            |
| 3.  | Marrit Leenstra        | Deelnemers en reserve ISU WK afstanden seizoen 2016-2017                                            |
| 4.  | Sanneke de Neeling     | Deelnemers en reserve ISU WK afstanden seizoen 2016-2017                                            |
| 5.  | Antoinette de Jong     | De beste 12 nog niet geplaatste rijdsters van het KPN NK Afstanden 2018                             |
| 6.  | Lotte van Beek         | De beste 12 nog niet geplaatste rijdsters van het KPN NK Afstanden 2018                             |
| 7.  | Joy Beune              | De beste 12 nog niet geplaatste rijdsters van het KPN NK Afstanden 2018                             |
| 8.  | Melissa Wijfje         | De beste 12 nog niet geplaatste rijdsters van het KPN NK Afstanden 2018                             |
| 9.  | Linda de Vries         | De beste 12 nog niet geplaatste rijdsters van het KPN NK Afstanden 2018                             |
| NS  | Carlijn Achtereekte    | De beste 12 nog niet geplaatste rijdsters van het KPN NK Afstanden 2018                             |
| 10. | Sanne van der Schaar   | De beste 12 nog niet geplaatste rijdsters van het KPN NK Afstanden 2018                             |
| 11. | Roxanne van Hemert     | De beste 12 nog niet geplaatste rijdsters van het KPN NK Afstanden 2018                             |
| 12. | Letitia de Jong        | De beste 12 nog niet geplaatste rijdsters van het KPN NK Afstanden 2018                             |
| 13. | Jutta Leerdam          | De beste 12 nog niet geplaatste rijdsters van het KPN NK Afstanden 2018                             |
| 14. | Reine Anema            | De beste 12 nog niet geplaatste rijdsters van het KPN NK Afstanden 2018                             |
| 15. | Aveline Hijlkema       | De beste 12 nog niet geplaatste rijdsters van het KPN NK Afstanden 2018                             |
| 16. | Sanne in 't Hof        | De beste nog niet geplaatste rijdster van Holland Cup in Alkmaar 2017                               |
| 17. | Elisa Dul              | De beste nog niet geplaatste rijdster op grond van VANTAGE (Europese tijden, d.d. 11 december 2017) |
| NS  | Marije Joling          | De SCL kan rijdster(s) toevoegen om te komen tot het maximale aantal deelnemers van 20              |
| 18. | Annouk van der Weijden | De SCL kan rijdster(s) toevoegen om te komen tot het maximale aantal deelnemers van 20              |
| 19. | Esther Kiel            | Reserveplaats (aangewezen door SCL)                                                                 |

Lotingsgroepen
| Rit 1       | Rit 2 t/m 4                                                                                   | Rit 5 t/m 7                                                                                       | Rit 8 t/m 10                                                                                |
| ----------- | --------------------------------------------------------------------------------------------- | ------------------------------------------------------------------------------------------------- | ------------------------------------------------------------------------------------------- |
| Esther Kiel | Aveline Hijlkema Letitia de Jong Reine Anema Elisa Dul Annouk van der Weijden Sanne in 't Hof | Joy Beune Jutta Leerdam Melissa Wijfje Sanne van der Schaar Roxanne van Hemert Sanneke de Neeling | Jorien ter Mors Ireen Wüst Lotte van Beek Marrit Leenstra Antoinette de Jong Linda de Vries |

De lotingsgroepen zijn bepaald op basis van de VANTAGE Europese tijden van 01-07-2017 t/m 17-12-2017.

### 3000 meter
| Nr. | Schaatsster            | Selectienorm                                                                                        |
| --- | ---------------------- | --------------------------------------------------------------------------------------------------- |
| 1.  | Ireen Wüst             | Deelnemers en reserve ISU WK afstanden seizoen 2016-2017                                            |
| 2.  | Antoinette de Jong     | Deelnemers en reserve ISU WK afstanden seizoen 2016-2017                                            |
| 3.  | Yvonne Nauta           | Deelnemers en reserve ISU WK afstanden seizoen 2016-2017                                            |
| 4.  | Carlijn Achtereekte    | Deelnemers en reserve ISU WK afstanden seizoen 2016-2017                                            |
| 5.  | Irene Schouten         | De beste 8 nog niet geplaatste rijdsters van het KPN NK Afstanden 2018                              |
| 6.  | Carien Kleibeuker      | De beste 8 nog niet geplaatste rijdsters van het KPN NK Afstanden 2018                              |
| 7.  | Marije Joling          | De beste 8 nog niet geplaatste rijdsters van het KPN NK Afstanden 2018                              |
| 8.  | Melissa Wijfje         | De beste 8 nog niet geplaatste rijdsters van het KPN NK Afstanden 2018                              |
| 9.  | Reine Anema            | De beste 8 nog niet geplaatste rijdsters van het KPN NK Afstanden 2018                              |
| 10. | Linda de Vries         | De beste 8 nog niet geplaatste rijdsters van het KPN NK Afstanden 2018                              |
| 11. | Annouk van der Weijden | De beste 8 nog niet geplaatste rijdsters van het KPN NK Afstanden 2018                              |
| 12. | Esmee Visser           | De beste 8 nog niet geplaatste rijdsters van het KPN NK Afstanden 2018                              |
| 13. | Joy Beune              | De beste nog niet geplaatste rijdster van Holland Cup in Alkmaar 2017                               |
| NS  | Marrit Leenstra        | De beste nog niet geplaatste rijdster op grond van VANTAGE (Europese tijden, d.d. 11 december 2017) |
| 14. | Sterre Jonkers         | De SCL kan rijdster(s) toevoegen om te komen tot het maximale aantal deelnemers van 16              |
| 15. | Lisa van der Geest     | De SCL kan rijdster(s) toevoegen om te komen tot het maximale aantal deelnemers van 16              |
| 16. | Elma de Vries          | Reserveplaats (aangewezen door SCL)                                                                 |

Lotingsgroepen
| Rit 1 en 2                                              | Rit 3 t/m 4                                                                                       | Rit 6 t/m 8                                                                                 |
| ------------------------------------------------------- | ------------------------------------------------------------------------------------------------- | ------------------------------------------------------------------------------------------- |
| Joy Beune Lisa van der Geest Elma de Vries Yvonne Nauta | Reine Anema Carlijn Achtereekte Melissa Wijfje Sterre Jonkers Annouk van der Weijden Esmee Visser | Irene Schouten Antoinette de Jong Ireen Wüst Marije Joling Carien Kleibeuker Linda de Vries |

De lotingsgroepen zijn bepaald op basis van de VANTAGE Europese tijden van 01-07-2017 t/m 17-12-2017.

### 5000 meter
| Nr. | Schaatsster            | Selectienorm                                                                                        |
| --- | ---------------------- | --------------------------------------------------------------------------------------------------- |
| 1.  | Carien Kleibeuker      | Deelnemers en reserve ISU WK afstanden seizoen 2016-2017                                            |
| 2.  | Antoinette de Jong     | Deelnemers en reserve ISU WK afstanden seizoen 2016-2017                                            |
| 3.  | Carlijn Achtereekte    | Deelnemers en reserve ISU WK afstanden seizoen 2016-2017                                            |
| 4.  | Irene Schouten         | De beste 6 nog niet geplaatste rijdsters van het KPN NK Afstanden 2018                              |
| 5.  | Esmee Visser           | De beste 6 nog niet geplaatste rijdsters van het KPN NK Afstanden 2018                              |
| 6.  | Reine Anema            | De beste 6 nog niet geplaatste rijdsters van het KPN NK Afstanden 2018                              |
| 7.  | Femke Markus           | De beste 6 nog niet geplaatste rijdsters van het KPN NK Afstanden 2018                              |
| 8.  | Melissa Wijfje         | De beste 6 nog niet geplaatste rijdsters van het KPN NK Afstanden 2018                              |
| 9.  | Annouk van der Weijden | De beste 6 nog niet geplaatste rijdsters van het KPN NK Afstanden 2018                              |
| 10. | Lisa van der Geest     | De beste nog niet geplaatste rijdster op grond van VANTAGE (Europese tijden, d.d. 11 december 2017) |
| NS* | Ireen Wüst             | De SCL kan rijdster(s) toevoegen om te komen tot het maximale aantal deelnemers van 12              |
| 11. | Sanne in 't Hof        | De SCL kan rijdster(s) toevoegen om te komen tot het maximale aantal deelnemers van 12              |
| 12. | Linda de Vries         | Reserveplaats (aangewezen door SCL)                                                                 |

* Ireen Wüst meldde zich af omdat ze vindt dat de 5000 meter niet in haar drukke olympische programma past.
Lotingsgroepen
| Rit 1 en 2                                                         | Rit 3 en 4                                                   | Rit 5 en 6                                                            |
| ------------------------------------------------------------------ | ------------------------------------------------------------ | --------------------------------------------------------------------- |
| Annouk van der Weijden Femke Markus Sanne in 't Hof Linda de Vries | Irene Schouten Reine Anema Lisa van der Geest Melissa Wijfje | Esmee Visser Antoinette de Jong Carien Kleibeuker Carlijn Achtereekte |

De lotingsgroepen zijn bepaald op basis van de VANTAGE Europese tijden van 01-07-2017 t/m 17-12-2017.